# Biuro „B” MSW
Biuro „B” MSW – jednostka organizacyjna spraw wewnętrznych PRL, działająca w latach 1956–1990 (utworzona na bazie istniejącego od 1945 r. samodzielnego wydziału). Biuro zajmowało się obserwacją operacyjną osób i obiektów, przeprowadzaniem wywiadów i ustaleń, a także wstępnym rozpoznaniem i zabezpieczeniem operacyjnym przebywających na terenie Polski dyplomatów i cudzoziemców.

## Pion obserwacji RBP, MBP i KdsBP
Od początku 1945 r. sprawami obserwacji zewnętrznej zajmował się Wydział VII Departamentu I Ministerstwa Bezpieczeństwa Publicznego (powstały w miejsce Sekcji IV Kontrwywiadu Resortu Bezpieczeństwa Publicznego). Jego odpowiednikami w terenie były sekcje VII wydziałów I WUBP (wcześniej funkcjonowały jako sekcje IV).
Rozkazem Ministra BP nr 51 z 6 września 1945 r. dokonano podziału Departamentu I, pozostawiając w nim zadania ściśle związane z kontrwywiadem. Jedną z utworzonych wtedy nowych jednostek był Samodzielny Wydział III MBP, określany również jako Samodzielny Wydział Obserwacji Zewnętrznej MBP lub Wydział „A” MBP. Ta ostatnia nazwa została zatwierdzona Rozkazem Ministra BP nr 22 z 25 marca 1946 r. i przetrwała aż do rozwiązania MBP. Przekształcenia zaszły również w województwach, gdzie powstały wydziały „A” WUBP (początkowo jako wydziały III„A”).
Następnej reorganizacji dokonano poprzez włączenie jednostki do Komitetu do Spraw Bezpieczeństwa Publicznego. Rozkazem organizacyjnym Przewodniczącego KdsBP nr 011 z 10 marca 1955 r. utworzony został Wydział „B” KdsBP, natomiast na podstawie Rozkazu organizacyjnego Przewodniczącego KdsBP nr 0167 z 15 grudnia 1955 r. podniesiono jego rangę, powołując Biuro „B” KdsBP. W województwach zadania pionu wykonywały wydziały „B” WUdsBP.

## Pion obserwacji MSW
Po zniesieniu KdsBP komórka ds. obserwacji zewnętrznej znalazła się w strukturach Ministerstwa Spraw Wewnętrznych. Na mocy Zarządzenia Ministra SW nr 00238 z 29 listopada 1956 r. utworzone zostało Biuro „B” MSW, złożone początkowo z dwóch wydziałów odpowiadających za inwigilację obywateli PRL. Już 1 kwietnia 1957 r. w jego skład włączono dotychczasowy Wydział IX Departamentu II MSW (ds. obserwacji cudzoziemców), co znacznie zwiększyło stan etatowy, czyniąc z biura jedną z największych jednostek Służby Bezpieczeństwa.
Terenowymi ekspozyturami pionu były wydziały „B” KW MO. Obok nich istniały również wykonujące podobne zadania wydziały „A” lub sekcje „A” wydziałów kryminalnych (działające na potrzeby Wydziału VI Oddziału Służby Kryminalnej KG MO). Zintegrowania struktur dokonano w czerwcu 1967 r., od tej pory Biuro „B” MSW pracowało zarówno na rzecz SB, jak i MO.
W grudniu 1978 r. jednostka składała się z następujących wydziałów:
- Wydział I (obserwacja dyplomatów krajów kapitalistycznych)
- Wydział II (obserwacja personelu placówek krajów kapitalistycznych)
- Wydział III (obserwacja cudzoziemców z krajów kapitalistycznych)
- Wydział IV (obserwacja cudzoziemców z krajów kapitalistycznych)
- Wydział V (obserwacja personelu placówek krajów kapitalistycznych)
- Wydział VI (obserwacja dyplomatów krajów kapitalistycznych)
- Wydział VII (łączność i kamuflaż)
- Wydział VIII (transport i zaopatrzenie)
- Wydział IX (zabezpieczenie hoteli Orbis)
- Wydział X (kontrola i szkolenie)
- Wydział XI (dokumentacja zadań operacyjnych)
- Wydział XII (film i fotografia operacyjna)
- Wydział XIII (współpraca z tajnymi współpracownikami)
- Wydział XIV (sprawy ogólne)

Po reformie centrali z listopada 1981 r. Biuro „B” MSW weszło w skład Służby Zabezpieczenia Operacyjnego. W połowie 1982 r., ze względu na niewielkie stany etatowe, wydziały „B” w 23 komendach wojewódzkich (w Białej Podlaskiej, Chełmie, Ciechanowie, Gorzowie Wielkopolskim, Jeleniej Górze, Koninie, Krośnie, Lesznie, Łomży, Nowym Sączu, Ostrołęce, Pile, Piotrkowie Trybunalskim, Siedlcach, Sieradzu, Skierniewicach, Słupsku, Suwałkach, Tarnobrzegu, Tarnowie, Wałbrzychu, Włocławku i Zamościu) zostały przekształcone z sekcje „B” i włączone do nowo utworzonych wydziałów zabezpieczenia operacyjnego KW MO (później WUSW).
W latach 80 XX w. struktura biura była kilkakrotnie reorganizowana poprzez zmiany numeracji wydziałów i zakresów ich działania. W 1987 r. w pionie „B” znalazł się Batalion Specjalny Stołecznego USW (wykonujący zadania ochrony placówek dyplomatycznych w Warszawie). Kształceniem kadr pionu zajmowała się Szkoła Chorążych Służby Obserwacji.
Rozwiązanie Biura „B” MSW nastąpiło wraz z likwidacją Służby Bezpieczeństwa. Z dniem 1 sierpnia 1990 r. na jego bazie zostało utworzone Biuro Obserwacji UOP, część funkcjonariuszy pionu podjęła służbę w Biurze Techniki Operacyjnej KGP.

## Kierownictwo
Naczelnicy Samodzielnego Wydziału III MBP / Wydziału „A” MBP / Wydziału „B” KdsBP:
- kpt./ppłk Jan Szewczyk (16 września 1945 r. – 14 lutego 1952 r.)
- ppłk Józef Wojciechowski (p.o.) (1 stycznia 1955 r. – 31 marca 1956 r.)

Dyrektorzy Biura „B” KdsBP / MSW:
- płk Michał Drzewiecki (1 lipca 1956 r. – 20 stycznia 1964 r.)
- płk Bonifacy Jedynak (1 lutego 1964 r. – 31 października 1971 r.)
- płk Lech Krawczyk (1 listopada 1971 r. – 16 kwietnia 1985 r.)
- płk Zenon Daroszewski (16 kwietnia 1985 r. – 31 lipca 1990 r.)